# Rustam Asildarov
Rustam Asildarov (Aselderov), né le 9 mars 1981, et mort le 3 décembre 2016, aussi connu sous le nom d'Émir Abu Muhammad Kadarsky, a été le leader de la branche caucasienne de l'État islamique. C'était également un ancien chef de file des militants pour l'émirat du Caucase au sein de la milice Sharia Jamaat.

## Biographie
Asildarov a grandi dans la république russe du Daghestan. En mai 2010, il est devenu le chef de Vilayat Daghestan en mai 2010. Le 8 août 2012, le leader de l'émirat du Caucase, Dokou Oumarov, nomme Asildarov comme leader du Vilayat Daghestan, à la suite de la mort de Ibragim-Khalil Daudov.
En décembre 2014, Asildarov publie une vidéo en ligne dans laquelle il rétracte son serment d'allégeance au successeur d'Oumarov, Aliaskhab Kebekov, et promet fidélité au leader de l'État islamique Abou Bakr al-Baghdadi. Kebekov répond quelques jours plus tard avec une vidéo, dans laquelle il condamne Asildarov pour "trahison" et nomme Said Kharakansky comme nouveau leader du Vilayat Daghestan Mais dans un enregistrement audio du 23 juin 2015, le porte-parole d'ISIS, Abou Mohammed al-Adnani, accepte les engagements d'allégeance d'Asildarov,.
Le 29 septembre 2015, le Département d'État américain ajoute Asildarov à sa liste des Organisations considérées comme terroristes.
Le 3 décembre 2016, le FSB affirme que Asildarov, ainsi que quatre proches collaborateurs, ont été tués dans des raids anti-terroristes, près de Makhatchkala, au Daghestan.